# 't Malijk
't Malijk is een buurtschap in de gemeente Westerkwartier in de provincie Groningen. Het ligt iets ten oosten van het dorp Marum, iets ten zuiden van de weg tussen Marum en Nuis.
De buurtschap ligt aan het Malijksepad, dat tussen Marum en de borg Coendersborg loopt. Volgens overleveringen zou aan het pad een grote eik hebben gestaan waar de buurrechters van de streek hun eed aflegden.